# لیگ آزادگان ۷۹–۱۳۷۸
لیگ آزادگان ۷۹–۱۳۷۸ نهمین دوره جام آزادگان و هجدهمین دوره لیگ فوتبال ایران که توسط فدراسیون فوتبال ایران برگزار شد.
تیم پرسپولیس  تهران برای دومین بار پیاپی، برای هفتمین بار قهرمان این دوره از رقابت‌ها شد و به مسابقات جام باشگاه‌های آسیا ۰۱–۲۰۰۰ راه پیدا کرد.

## جدول رده‌بندی
| #  | تیم             | بازی | برد | مساوی | باخت | گلِ‌زده | گلِ‌خورده | تفاضل | امتیاز | توضیحات                              |
| -- | --------------- | ---- | --- | ----- | ---- | ----- | ------- | ----- | ------ | ------------------------------------ |
| ۱  | پرسپولیس        | ۲۶   | ۱۵  | ۹     | ۲    | ۴۵    | ۲۳      | ۲۲    | ۵۴     | صعود به جام باشگاه‌های آسیا ۰۱–۲۰۰۰   |
| ۲  | استقلال         | ۲۶   | ۱۲  | ۱۱    | ۳    | ۳۲    | ۱۶      | ۱۶    | ۴۷     | صعود به جام برندگان جام آسیا ۰۱–۲۰۰۰ |
| ۳  | فجرسپاسی        | ۲۶   | ۱۱  | ۱۱    | ۴    | ۳۷    | ۱۸      | ۱۹    | ۴۴     |                                      |
| ۴  | سپاهان          | ۲۶   | ۱۱  | ۹     | ۶    | ۲۸    | ۱۹      | ۹     | ۴۲     |                                      |
| ۵  | ذوب آهن         | ۲۶   | ۱۱  | ۶     | ۹    | ۳۵    | ۲۹      | ۶     | ۳۹     |                                      |
| ۶  | تراکتورسازی     | ۲۶   | ۱۰  | ۸     | ۸    | ۳۰    | ۲۶      | ۴     | ۳۸     |                                      |
| ۷  | پاس تهران       | ۲۶   | ۹   | ۸     | ۹    | ۳۵    | ۳۱      | ۴     | ۳۵     |                                      |
| ۸  | بهمن            | ۲۶   | ۸   | ۱۰    | ۸    | ۲۴    | ۲۶      | ۲-    | ۳۴     |                                      |
| ۹  | سایپا           | ۲۶   | ۶   | ۱۳    | ۷    | ۲۴    | ۲۱      | ۳     | ۳۱     |                                      |
| ۱۰ | فولاد           | ۲۶   | ۷   | ۸     | ۱۱   | ۳۰    | ۳۳      | ۳-    | ۲۹     |                                      |
| ۱۱ | ابومسلم         | ۲۶   | ۷   | ۷     | ۱۲   | ۳۲    | ۳۹      | ۷-    | ۲۸     | سقوط به لیگ دسته دوم فوتبال ایران    |
| ۱۲ | صنعت نفت آبادان | ۲۶   | ۶   | ۹     | ۱۱   | ۲۹    | ۳۵      | ۶-    | ۲۷     | سقوط به لیگ دسته دوم فوتبال ایران    |
| ۱۳ | چوکا تالش       | ۲۶   | ۴   | ۹     | ۱۳   | ۲۲    | ۴۵      | ۲۳-   | ۲۱     | سقوط به لیگ دسته دوم فوتبال ایران    |
| ۱۴ | ایرسوتر نوشهر   | ۲۶   | ۳   | ۶     | ۱۷   | ۲۲    | ۶۴      | ۴۲-   | ۱۵     | سقوط به لیگ دسته دوم فوتبال ایران    |

## جدول گلزنان
| رتبه | نام               | تیم             | گل |
| ---- | ----------------- | --------------- | -- |
| ۱    | مهند مهدی النداوی | صنعت نفت آبادان | ۱۵ |
| ۲    | حمید ابراهیمی     | ابومسلم مشهد    | ۱۲ |
| ۳    | بهنام سراج        | پرسپولیس تهران  | ۱۱ |

## یادکرد منابع
1. ↑  صداقت، ۱۱۷.
2. ↑  صداقت، ۱۱۷.
3. ↑  صداقت، ۱۱۷.